# Thomasomys onkiro
Thomasomys onkiro — вид гризунів з родини Хом'якові (Cricetidae).

## Проживання
Відомо лише з одного пункту (у Національному парку Отіші) в Східних Кордильєрах південних перуанських Анд, в гірських лісах на висота 3350 м. 